# چوب تراش محله
چوب تراش محله، روستایی از توابع بخش مرکزی شهرستان رودبار در استان گیلان ایران است.

## جمعیت
این روستا در دهستان رستم‌آباد شمالی قرار دارد و براساس سرشماری مرکز آمار ایران در سال ۱۳۸۵، جمعیت آن ۷۹ نفر (۱۸خانوار) بوده‌است.